# Umm al-Darda as-Sughra
 (août 2023).
La mise en forme du texte ne suit pas les recommandations de Wikipédia : il faut le « wikifier ».
Les points d'amélioration suivants sont les cas les plus fréquents. Le détail des points à revoir est peut-être précisé sur la page de discussion.
- Les titres sont pré-formatés par le logiciel. Ils ne sont ni en capitales, ni en gras.
- Le texte ne doit pas être écrit en capitales (les noms de famille non plus), ni en gras, ni en italique, ni en « petit »…
- Le gras n'est utilisé que pour surligner le titre de l'article dans l'introduction, une seule fois.
- L'italique est rarement utilisé : mots en langue étrangère, titres d'œuvres, noms de bateaux, etc.
- Les citations ne sont pas en italique mais en corps de texte normal. Elles sont entourées par des guillemets français : « et ».
- Les listes à puces sont à éviter, des paragraphes rédigés étant largement préférés. Les tableaux sont à réserver à la présentation de données structurées (résultats, etc.).
- Les appels de note de bas de page (petits chiffres en exposant, introduits par l'outil «  Source ») sont à placer entre la fin de phrase et le point final[comme ça].
- Les liens internes (vers d'autres articles de Wikipédia) sont à choisir avec parcimonie. Créez des liens vers des articles approfondissant le sujet. Les termes génériques sans rapport avec le sujet sont à éviter, ainsi que les répétitions de liens vers un même terme.
- Les liens externes sont à placer uniquement dans une section « Liens externes », à la fin de l'article. Ces liens sont à choisir avec parcimonie suivant les règles définies. Si un lien sert de source à l'article, son insertion dans le texte est à faire par les notes de bas de page.
- La présentation des références doit suivre les conventions bibliographiques. Il est recommandé d'utiliser les modèles {{Ouvrage}}, {{Chapitre}}, {{Article}}, {{Lien web}} et/ou {{Bibliographie}}. Le mode d'édition visuel peut mettre en forme automatiquement les références.
- Insérer une infobox (cadre d'informations à droite) n'est pas obligatoire pour parachever la mise en page.

Pour une aide détaillée, merci de consulter Aide:Wikification.
Si vous pensez que ces points ont été résolus, vous pouvez retirer ce bandeau et améliorer la mise en forme d'un autre article.
Umm al Darda aussi appelée Sughra al Dimashqiyyah ou Umm al Darda la Jeune, est une juriste du viie siècle et une érudite de l'islam à Damas et à Jérusalem,. Elle ne doit pas être confondue avec Umm al-Darda, épouse du compagnon Abu Darda.

## Jeunesse
Orpheline, elle est placée sous la tutelle d'Abu ad-Darda'a. Enfant, elle a l'habitude de s'asseoir avec des érudits masculins dans la mosquée, priant dans les rangées d'hommes et étudiant le Coran avec eux. Elle écrit : « J'ai essayé d'adorer Allah de toutes les manières, mais je n'en ai jamais trouvé de meilleure que de rester assise à débattre avec d'autres érudits »,.

## Enseignement
En plus de donner ses cours dans les mosquées de Damas et de Jérusalem, elle enseigne dans sa propre maison. En tant qu'enseignante, Umm al-Darda entre dans la section des hommes de la mosquée, dans toute autres circonstances, un lieu interdit aux femmes. Elle aime avoir des élèves filles comme garçons. Même le calife Abd al-Malik ibn Marwan est l'un des participants réguliers de ses cours.

## Positions
Elle émet une fatwa encore utilisée aujourd'hui, permettant aux femmes de prier dans la même position assise (tashahhud) que les hommes,.
Ahmad Ibn Hanbal rapporte de Zayd ibn Aslam qu'il a dit :
Abd al-Malik avait l'habitude d'envoyer une invitation à Umm Darda et elle passait en tant qu'invitée, et il lui posait des questions sur le Prophète que la paix soit sur lui. Il a dit: 'Il s'est levé une nuit et a appelé sa servante mais elle est vint lentement et il l'a maudite, alors elle a dit : "Ne maudissez pas, car en effet Abud-Darda m'a raconté qu'il avait entendu le Messager d'Allah la paix soit sur lui dites: "Ceux qui maudissent ne seront pas témoins ou intercédants le Jour du Jugement ." ,

## Héritage
Umm al-Darda est considérée par Iyas ibn Mu'awiya, un important traditionaliste de l'époque et un juge d'une capacité et d'un mérite incontestés, comme supérieure à tous les autres traditionalistes de l'époque, y compris les célèbres maîtres du hadith comme Al-Hassan al-Basrî et Ibn Sīrīn,.
Il ne faut pas confondre le nom d'Umm Darda en tant que Sughra, ne doit pas être confondu avec et Umm al-Darda, épouse du sahaba ou compagnon. Cependant, Mohammad Akram Nadwi dans Al-Muhaddithat: les femmes érudites de l'islam dans la section Index double les mêmes références pour Abu Darda et Umm al-Darda, ce faisant, il relie la narration d'Umm Darda en tant que Sughra avec Umm al-Darda en tant qu'épouse d'Abu-Darda. Ainsi, on pourrait affirmer qu'il y avait une femme nommée Umm al-Darda, une éminente spécialiste du hadith et du fiqh enseignant dans les mosquées de Damas et de Jérusalem, qui a vécu au VIIe siècle et a rejoint l'attitude respectueuse du côté du calife Abd al-Malik ibn Marwan.
Un centre d'enseignement du Coran, du hifz et du tajwid aux femmes est créé à Bahreïn en son nom.